# Lampart (film)
Lampart (wł. Il gattopardo) – włosko-francuski dramat historyczno-kostiumowy z 1963 roku w reżyserii Luchino Viscontiego. Ekranizacja wydanej pięć lat wcześniej powieści pod tym samym tytułem autorstwa Giuseppe Tomasiego di Lampedusy.

## Fabuła
Film zachowuje wszystkie najważniejsze wątki powieści Lampedusy. Jego akcja rozgrywa się na Sycylii w latach 60. XIX wieku. Główną postacią jest don Fabrizio Corbera, książę Salina (Burt Lancaster), głowa możnego sycylijskiego rodu, tytułowy "Lampart". Na wyspie triumfują żołnierze Giuseppego Garibaldiego (zob. Wyprawa tysiąca), a arystokracja stopniowo podupada i traci wpływy. Salina próbuje znaleźć miejsce dla siebie i swojej rodziny w nowych, jednoczących się Włoszech. Zachodzące zmiany symbolizuje małżeństwo cynicznego i sprytnego siostrzeńca księcia, Tancrediego Falconeriego (Alain Delon), z pochodzącą z mieszczaństwa, acz bogatą i piękną Angeliką Sedarą (Claudia Cardinale).
Długość filmu waha się od 151 (wersja hiszpańska) do 205 minut (wersja premierowa). Najczęściej spotykaną jest jednak wersja 187 minutowa.

## Obsada
- Burt Lancaster jako don Fabrizio Corbera, książę Salina
  - Corrado Gaipa jako don Fabrizio Corbera, książę Salina (głos)
- Claudia Cardinale jako Angelica Sedara 
  - Solvejg D’Assunta jako Angelica Sedara (głos)
- Alain Delon jako Tancredi Falconeri
  - Carlo Sabatini: Tancredi di Falconeri (głos)
- Paolo Stoppa jako don Calogero Sedara
- Rina Morelli jako księżna Maria Stella Salina
- Romolo Valli jako ojciec Pirrone
- Terence Hill[4] jako książę Cavriaghi
  - Franco Fabrizi jako książę Cavriaghi (głos)
- Pierre Clémenti jako Francesco Paolo
- Lucilla Morlacchi jako Concetta
- Giuliano Gemma jako generał wojsk Garibaldiego
  - Gianni Bonagura jako generał wojsk Garibaldiego (głos)
- Ida Galli jako Carolina
- Ottavia Piccolo jako Caterina
- Carlo Valenzano jako Paolo
- Brook Fuller jako mały książę
- Anna Maria Bottini jako mademoiselle Dombreuil
  - Isa Bellini jako mademoiselle Dombreuil (głos)
- Olimpia Cavalli jako  Mariannina
- Rina De Liguoro jako księżna Presicce
- Ivo Garrani jako pułkownik Pallavicino
- Leslie French jako kawaler Chevalley
  - Ferruccio De Ceresa jako kawaler Chevalley (głos)
- Pierre Clémenti jako don Francesco Paolo di Salina
  - Pino Colizzi jako don Francesco Paolo di Salina (głos)
- Serge Reggiani jako don Francisco „Ciccio” Tumeo
  - Lando Buzzanca jako don Francisco „Ciccio” Tumeo (głos)
- Lou Castel jako gość
- Tina Lattanzi jako kucharz
- Marcella Rovena
- Maurizio Merli
- Halina Zalewska

## Produkcja
Zdjęcia kręcono w Palermo i okolicy (Ciminna, Piana degli Albanesi) oraz w Ariccia (prowincja Rzym).

## Nagrody i wyróżnienia
- Złota Palma na 16. MFF w Cannes (1963).
- W roku 1995, z okazji stulecia narodzin kina, film znalazł się na watykańskiej liście 45 filmów fabularnych, które propagują szczególne wartości religijne, moralne lub artystyczne[7][8].
- W plebiscycie krytyków filmowych, zorganizowanym w 2012 r. przez czasopismo Brytyjskiego Instytutu Filmowego „Sight & Sound”, Lampart na 250 ocenianych filmów zajął 57. miejsce[9].